# Eve’s Plum
Eve's Plum war eine Rockband aus den USA die 1991 in New York City gegründet wurde. Die Band wurde von Colleen Fitzpatrick geführt. Eve´s Plum hat 2 Alben und zahlreiche Singles veröffentlicht, bevor sie 1998 aufgelöst wurde.

## Geschichte
1991 beschlossen die Zwillinge Ben Kotch, der Schlagzeug spielt, und Michael Kotch, der Gitarrenspieler ist, eine Band zu gründen. Sie brauchten einen Sänger und einen Bassisten. Michael Kotch lernte Colleen Fitzpatrick an der New York University kennen. Sie wurde zur Sängerin, und zusammen gründeten sie die Band Eve´s Plum. Später trat Chris Giammalvo bei, der Bass-Gitarre spielte. 1994 wurde er durch Theo Mack ersetzt.
Der Name der Band ist abgeleitet von der Schauspielerin Eve Plumb, die am bekanntesten für ihre Rolle in der Familienserie Drei Mädchen und drei Jungen ist.

## Diskografie

### Alben
| Jahr | Album                    |
| ---- | ------------------------ |
| 1993 | Envy                     |
| 1994 | I Want It All ALIVE (EP) |
| 1995 | Cherry Alive             |

| Jahr | Lied                                  |
| ---- | ------------------------------------- |
| 1993 | Blue                                  |
| 1993 | Die Like Someone                      |
| 1994 | I Want It All                         |
| 1995 | Eye                                   |
| 1995 | Jesus Loves You (Not As Much As I Do) |
| 1995 | Wishing the Day Away                  |
| 1995 | Cherry Alive                          |